# Centro Georges Pompidou
Il Centro nazionale d'arte e di cultura Georges Pompidou è un centro culturale multifunzionale che si trova a Parigi, in Rue Beaubourg 19. In francese è conosciuto anche semplicemente come Beaubourg, nome mutuato dal quartiere. Il progetto dell'edificio è opera di Renzo Piano, Gianfranco Franchini e Richard Rogers, anche se al progetto lavorarono solo Rogers e Piano.
Il Centro nacque dalla volontà di Georges Pompidou, presidente della Repubblica francese dal 1969 al 1974, che volle creare nel cuore di Parigi un'istituzione culturale all'insegna della multidisciplinarità, interamente dedicata all'arte moderna, a cui si affiancassero anche una vasta biblioteca pubblica, un museo del design, attività musicali, cinematografiche e audio-visive.
Per questo il Centro comprende una grande biblioteca pubblica, la Bibliothèque Publique d'Information (BPI), il Musée National d'Art Moderne e l'IRCAM, un centro, quest'ultimo, dedicato alla musica e alle ricerche in materia di acustica una cui estensione, progettata nel 1971 da Renzo Piano, è situata a place Igor-Stravinsky, a fianco del Centre Georges-Pompidou. Collocato all'interno dell'edificio è il Centro del design industriale.
Il Centro Georges-Pompidou è stato inaugurato il 31 gennaio 1977 dal presidente della Repubblica Valéry Giscard d'Estaing in presenza del Primo ministro Raymond Barre, della vedova di Georges Pompidou, Claude Pompidou, e di numerosi capi di Stato esteri. Alla fine degli anni novanta l'edificio è stato interessato da una radicale ristrutturazione, su progetto di Renzo Piano, e ha riaperto il 1º gennaio 2000.
Oggi è uno dei musei più visitati al mondo e custodisce una collezione di circa 100 mila opere, in cui accanto alle arti visive trovano posto il design, l'architettura, la fotografia e le opere multimediali. Queste opere vengono proposte attraverso forme espositive costantemente rinnovate e vengono spesso accompagnate da cicli di conferenze, incontri, dibattiti, concerti e spettacoli.
Ogni anno il Centro organizza una trentina di esposizioni monografiche o tematiche, raccogliendo in mostre temporanee anche materiale proveniente da altre collezioni.

## Storia
Secondo il pensiero di Georges Pompidou, l'ubicazione nel centro di Parigi di un nuovo tipo di istituzione culturale, dedicato a tutte le forme di creazione contemporanea, era motivato da una serie di esigenze:
- il desiderio di frenare il declino di Parigi sulla scena artistica e di mantenere il suo status di importante scenario per l'arte contemporanea a livello mondiale, sempre più contesogli da New York;
- allo stesso modo, la volontà di aprire la creatività francese verso il mondo e favorire l'espressione di nuove forme d'arte attraverso l'interdisciplinarità;
- la convinzione che l'arte contemporanea potesse tornare a un più ampio pubblico, a condizione che il governo svolgesse appieno il suo ruolo di mediatore;
- il desiderio di creare a Parigi un grande edificio che rappresentasse l'architettura della seconda metà del XX secolo, che nella Capitale era stata fino a quel momento irrilevante o poco rappresentata.

Queste aspirazioni, in particolare, generarono dibattiti, riguardanti l'opposizione tra la cultura di massa e la cultura d'élite, le questioni del decentramento culturale e il rapporto tra potere e creatività.

### Origini del progetto
Alle origini del Centro convergono due distinti progetti, concepiti e sviluppati parallelamente nel corso degli anni sessanta:
- André Malraux, ministro della Cultura dal 1958 al 1969, aveva immaginato di costruire un "Museo del XX secolo", alla cui progettazione avrebbe dovuto attendere l'architetto Le Corbusier: l'obiettivo era di rilanciare il Musée National d'Art Moderne situato nel Palais de Tokyo, allora in condizioni di trascuratezza. Questo museo, che all'epoca poteva contare su scarse risorse finanziarie, ospitava i più importanti artisti del XX secolo, ma aveva un pubblico molto limitato (165 000 visitatori solo nel 1971). Si era prevista, pertanto, la costruzione di una nuova sede per il Museo di Arte Moderna, per la quale furono inizialmente stanziati 8 milioni di franchi per l'acquisto del terreno e per gli studi preparatori.
- Il progetto di una grande biblioteca pubblica, nel centro di Parigi, destinata a supportare la Biblioteca nazionale di Francia ormai a corto di spazi e oberata di visitatori, risale al periodo in cui Georges Pompidou era Primo ministro (1962-1968). Il nuovo edificio sarebbe dovuto sorgere nel "plateau Beaubourg", un'area di proprietà pubblica rimasta libera per effetto di una serie di demolizioni effettuate a partire dal 1940. Il programma fu approvato dall'allora ministro dell'Educazione nazionale Alain Peyrefitte l'11 dicembre 1967.

### Sviluppo
Nel dicembre 1969 Georges Pompidou, eletto sei mesi prima presidente della Repubblica, decise la realizzazione di un nuovo Centro di arte contemporanea, e nel febbraio 1970 fu destinata a tale scopo l'area del "plateau Beaubourg". E giacché questa sede, in base a un progetto di massima approvato in precedenza, avrebbe dovuto ospitare la grande biblioteca pubblica di almeno 40.000 metri quadrati, si optò per la soluzione di fondere i due progetti all'interno di un'unica struttura. Il Centro d'arte contemporanea avrebbe dovuto accogliere il Museo nazionale d'arte moderna, un insieme di spazi espositivi destinati alle cosiddette "arti viventi", un museo del design, un centro di creazione industriale e, infine, la biblioteca pubblica. Il tutto caratterizzato da sale comuni d'animazione che avrebbero ospitato, tra l'altro, anche il teatro, il cinema e la musica sperimentali.
Nell'idea del presidente Pompidou, il Centro avrebbe dovuto dare un'immagine della creazione artistica nel suo insieme in un'epoca in cui le concezioni tradizionali dell'arte, o meglio della cultura, sono messe in discussione. "Mi piacerebbe - aveva spiegato - che Parigi avesse un centro culturale come già hanno cercato di proporre gli Stati Uniti con un successo finora discontinuo, che sia museo e centro di creazione, dove le arti visive si accompagnino alla musica, al cinema, ai libri, alla ricerca audio-visiva e così via. Il museo non può essere che di arte moderna, dal momento che abbiamo il Louvre. La biblioteca attirerà migliaia di lettori che a loro volta saranno messi in contatto con le arti."

### Realizzazione
Nel luglio del 1971, tra i 681 progetti presentati, una giuria internazionale presieduta da Jean Prouvé assegnò il primo premio al progetto degli architetti Renzo Piano, Gianfranco Franchini, Richard Rogers e Susan Jane Brumwell Rogers. Nel gennaio 1972 il consigliere di Stato Robert Bordaz, che dal 26 agosto 1970 aveva avuto l'incarico di occuparsi del dossier, fu nominato presidente dell'ente pubblico che avrebbe dovuto sovraintendere alla costruzione e all'allestimento del nuovo centro. Il 15 settembre 1976 sarà infine nominato primo presidente del Centro Georges-Pompidou.
Il 2 aprile 1974 Georges Pompidou morì nel corso del suo mandato. Il successivo 30 aprile, il consiglio dei ministri presieduto dal presidente del Senato Alain Poher stabilì di intitolare al presidente scomparso il centro ormai in fase di costruzione. Lo status definitivo della nuova istituzione fu istituito con la legge del 3 gennaio 1975: nel frattempo, il Primo ministro Jacques Chirac, aveva dovuto lottare duramente contro il nuovo presidente della Repubblica, Valery Giscard d'Estaing, fermamente intenzionato ad abbandonare il progetto del suo predecessore.

## Descrizione
Il Centro Pompidou è stato progettato da Gianfranco Franchini, Renzo Piano, Richard Rogers e Susanne "Su" Rogers, assieme all'ingegnere britannico Edmund Happold e all'ingegnere strutturista irlandese Peter Rice. L'assegnazione del primo premio a questo gruppo di giovani al concorso del 1971 rappresentò una sorpresa generale.
Il New York Times, in occasione della vittoria da parte di Rogers del Premio Pritzker nel 2007, scrisse che il design del centro "ha rovesciato l'architettura mondiale". Sin dalla sua costruzione, l'edificio audacemente colorato e dalla struttura evidente è divenuto uno dei simboli dell'architettura del XX secolo.
I diversi colori delle tubature esterne del prospetto del Centre Pompidou sono differenziati in base al loro utilizzo: quelle gialle per l'elettricità, le rosse per gli ascensori e le scale mobili, verde per l'acqua, blu per l'aria.

## Bibliothèque publique d'information
La Bibliothèque publique d'information, conosciuta anche semplicemente come BPI è collocata su tre livelli all'interno dell'edificio del Centro Georges-Pompidou, è la principale biblioteca pubblica parigina, potendo accogliere fino a 2200 visitatori. Si accede alla biblioteca attraverso l'entrata al 19 di rue Beaubourg. Su un totale di otto piani e 45000 M² del Centro Pompidou, la Bpi occupa un terzo del primo piano e l'intera superficie del secondo e terzo piano, ovvero circa 17 000 m², di cui 10 400 m² dedicate alle sale di lettura. Offre alla consultazione del pubblico circa 400 000 documenti, di cui:
- 350.000 libri
- 2.500 riviste, giornali e periodici
- 7000 mappe
- Rassegna stampa digitalizzati dai bibliotecari su temi culturali e sociali
- 2000 spartiti
- 13.000 CD
- 2000 documenti audio
- 1600 documentari
- Film d'animazione
- 1.300 materiali didattici per 208 lingue
- 11 canali televisivi,
- 2000 documenti elettronici
- 9000 fotografie della collezione Windenberger

La vocazione principale è quella di una biblioteca d'informazione e la composizione dell'offerta documentale è orientata allo studio generale non specializzato. Le collezioni interessano tutte le discipline e comprendono tanto la produzione straniera quanto la produzione francese.
La Bpi ha alcune caratteristiche che la distinguono dalla maggioranza delle altre biblioteche pubbliche:
- è un ente pubblico autonomo ed è indipendente dal circuito delle biblioteche municipali di Parigi
- è aperta tutto l'anno, chiusa solo il martedì e in poche altre occasioni
- non consente il prestito a domicilio, i documenti sono consultabili esclusivamente sul posto
- la Bpi non è dotata di magazzino, tutte le collezioni sono ad accesso libero
- offre un servizio di auto-formazione che propone ai visitatori di apprendere da soli una lingua a scelta

## Musée National d'Art Moderne

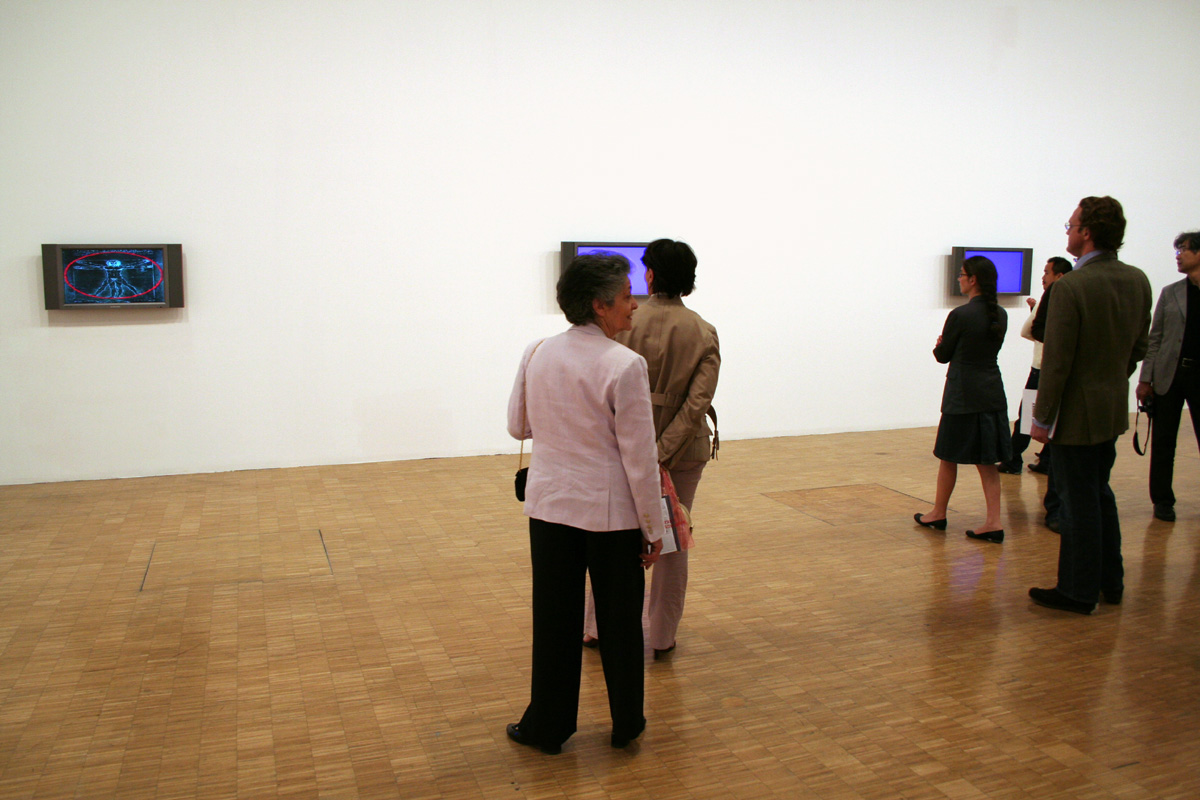
L'esposizione "Manège", di Claude Closky.

Il Musée National d'Art Moderne (Museo nazionale d'arte moderna) è un museo d'arte moderna, situato al quarto e quinto piano del Centre Pompidou, allestito negli anni 1980 dall'architetto e designer italiana Gae Aulenti.
Il museo espone opere di: Georges Braque, Marc Chagall, Henri Matisse, Pablo Picasso, Maurice Utrillo, Vasily Kandinsky, Joan Miró e altri artisti.

## Fontana Stravinsky
La vicina fontana Stravinsky (chiamata anche Fontaine des automates), mette in mostra opere di Jean Tinguely e Niki de Saint-Phalle.

## Opere maggiori

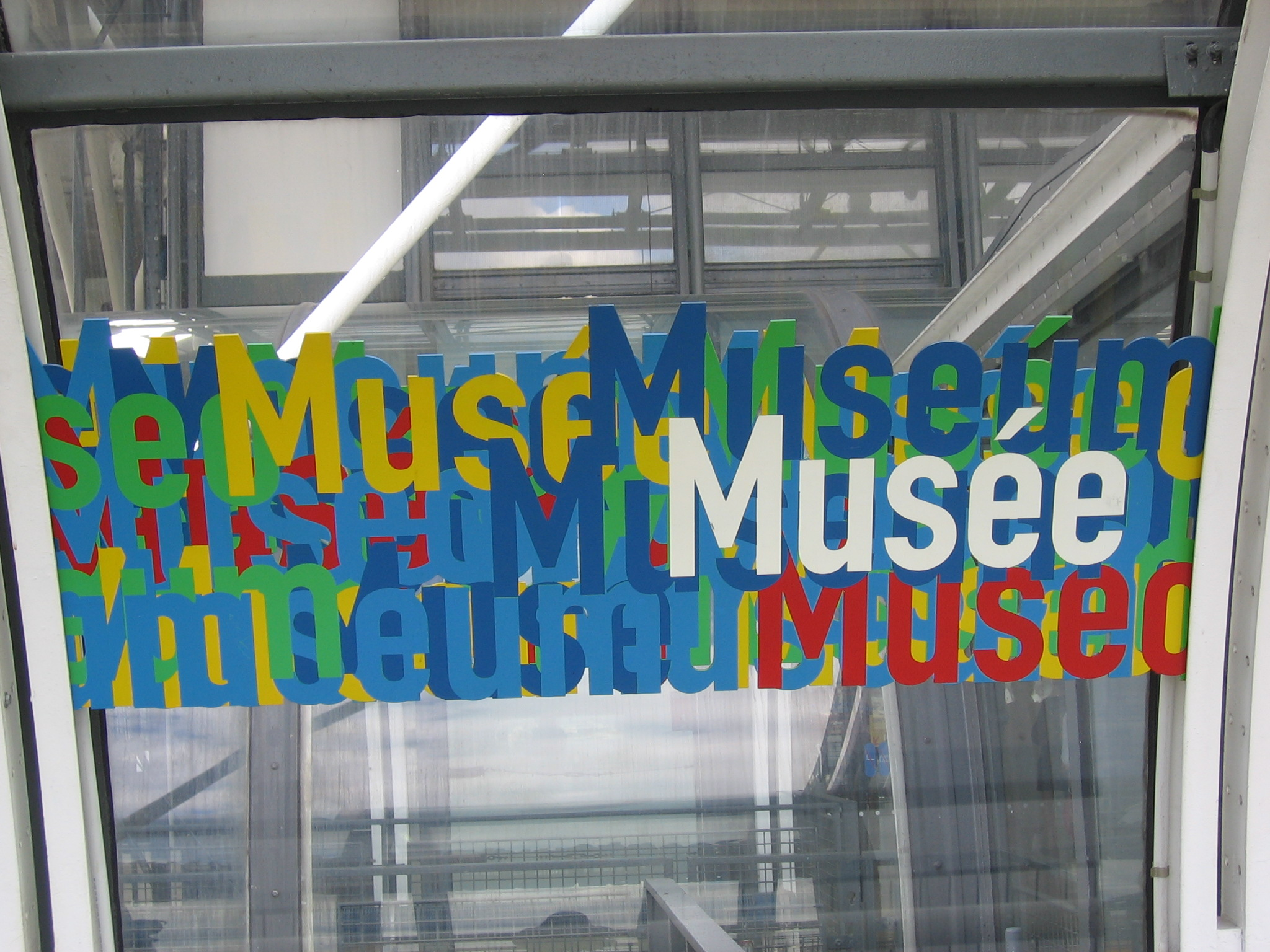
Particolare del museo dentro le scale mobili.

### Marc Chagall
- Le nozze (1910)
- Le porte del cimitero (1917)
- Il mercante di bestiame (1922-1923)
- Resistenza (1937-1948)
- Resurrezione (1937-1948)
- Liberazione (1937-1952)
- La guerra (1943)
- Mosè riceve le tavole della legge (1950-1952)
- Re Davide (1951)
- Esodo (1952-1966)
- Il passaggio del Mar Rosso (1955)
- Il profeta Geremia (1968)

### Henri Matisse
- La camicetta rumena (1940)
- La tristezza del re (1952)

### Pablo Picasso
- Ritratto di ragazza (1914)
- Bottiglia di Bass, clarinetto, chitarra, violino, giornale, asso di fiori (1914)
- Sipario per Parade (1917)
- Arlecchino - Ritratto di Jacinto Salvado (1923)
- L'atelier della modista (1926)
- La Musa (1935)
- Serenata al mattino o L'aubade (1942)

### Vasilij Kandinskij
- Chiesa della Natività della Vergine a Mosca (1886)
- Vecchia città II (1902)
- Mulini a vento (1904)
- Murnau. Paesaggio con torre (1908)
- Primo acquerello astratto (1910)
- Dipinto con arco nero (1912)
- Semplice (1916)
- Nel grigio (1919)
- Giallo, rosso, blu (1925)
- Accento in rosa (1926)
- 13 Rettangoli (1930)
- Insieme multicolore (1938)
- Blu di cielo (1940)
- Slancio moderato (1944)

## Principali mostre temporanee
- Paris-New York, 1908-1968 (1º giugno - 15 settembre 1977), commissaire général: Pontus Hultén, commissaires: Daniel Abadie, Alfred Pacquement, Hélène Seckel
- Paris-Berlin, rapports et contrastes, 1900-1933 (12 luglio - 6 novembre 1978), commissaires: Jean-Hubert Martin, Werner Spies
- Henri Michaux (1978)
- Dali (1979)
- Paris-Moscou, 1900-1930 (31 maggio - 5 novembre 1979), commissaire général: Pontus Hultén
- Paris-Paris, Créations en France 1937-1957 (28 maggio - 2 novembre 1981), commissaire général: Pontus Hultén, commissaire: Germain Viatte
- Pollock (1982)
- Bonnard (1984)
- Kandinsky (1984)
- Klee et la musique (1985)
- Les immatériaux (1985), commissaires: Jean-François Lyotard et Thierry Chaput
- Vienne, naissance d'un siècle (1986)
- Mémoires du futur: bibliothèques et technologies (21 ottobre 1987 - 18 gennaio 1988), commissaires: Bernard Stiegler et Catherine Counot (exposition organisée par la Bpi)
- Cy Twombly (1988)
- Frank Stella (1988)
- Les Magiciens de la Terre (1989), commissaire: Jean-Hubert Martin
- Passages de l'image (1990), commissaires: Christine van Assche, Raymond Bellour, Catherine David
- Andy Warhol (1990)
- Max Ernst (1991)
- Manifeste: 30 ans de création en perspective. 1960-1990 (1992)
- Matisse (1993)
- La Ville (1994)
- Joseph Beuys (1994)
- Kurt Schwitters (1994)
- Gasiorowski (1995)
- Brancuși (1995)
- Sanejouand (1995)
- Bob Morris (1995)
- Féminin-Masculin (1995)
- Francis Bacon (1996)
- L'Arte Povera
- Fernand Léger' (1997)
- Made in France (1997)
- David Hockney (1998)
- Philip Guston (2000)
- Picasso sculpteur (2000)
- Jean Dubuffet (2001)
- La révolution surréaliste (2002)
- Nicolas De Staël [2003)
- Philippe Starck (2003)
- Mirò (2004)
- Dada (2005)
- Jean-Luc Godard (2006)
- Yves Klein (2006)
- Hergé (2006)
- Airs de Paris (2007)
- Annette Messager (2007)
- Julio González (2007)
- Alberto Giacometti (2007)
- Louise Bourgeois (2008)
- Pol Abraham (2008)
- Dominique Perrault (2008)
- Ettore Sottsass (2009)
- Edvard Munch (2011)